# جامعة هاملاين
جامعة هاملاين (بالإنجليزية: Hamline University)‏ هي جامعة فنون متحررة أمريكية خاصة، ومقرها في سانت بول، مينيسوتا. تأسست في عام 1854 بعد هبة ليونيداس لينت هاملاين أسقف الكنيسة الميثودية.

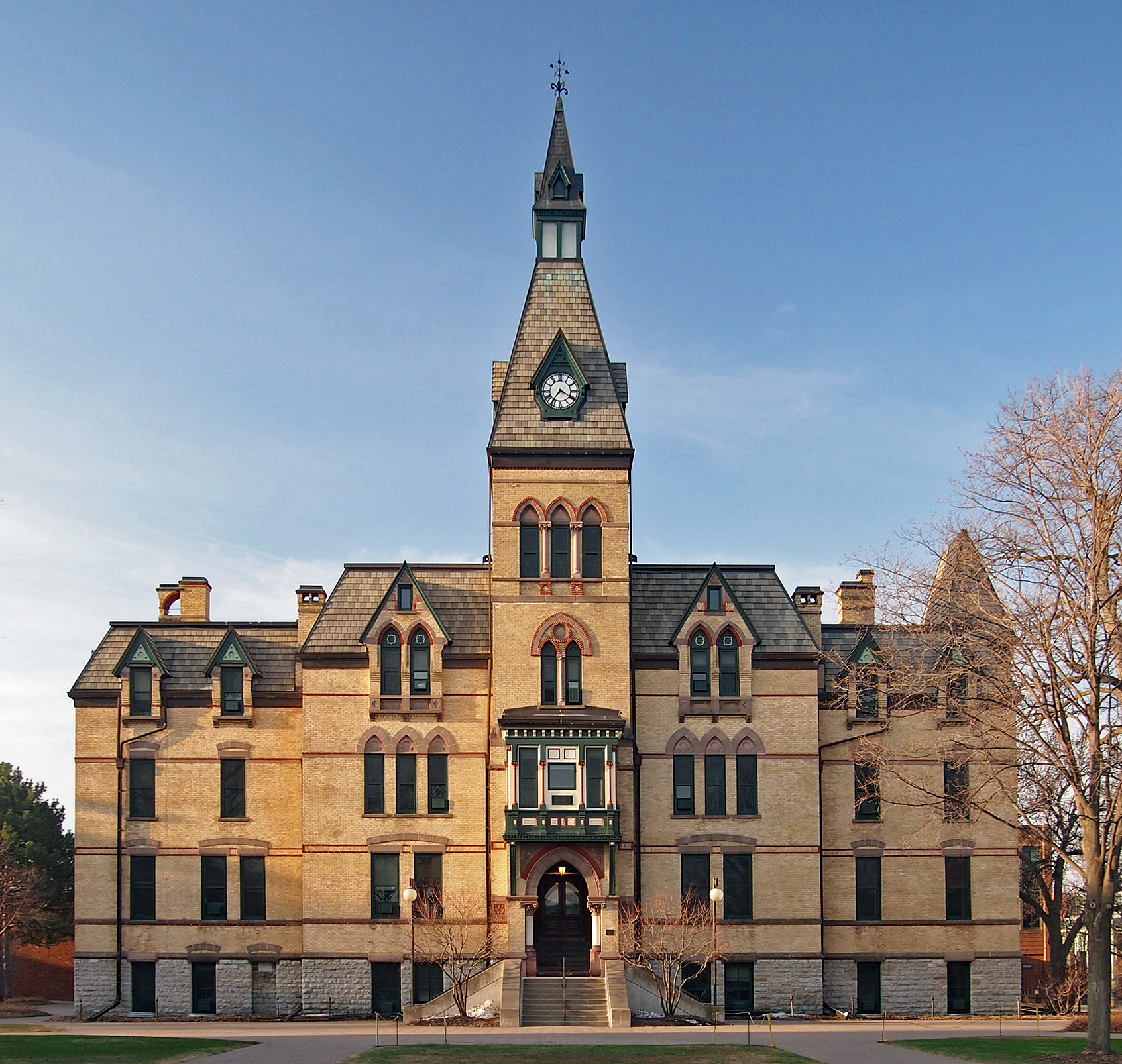
الواجهة القديمة.

## روابط خارجية
- الموقع الرسمي للجامعة (بالإنجليزية)